# Lenin-Jungs

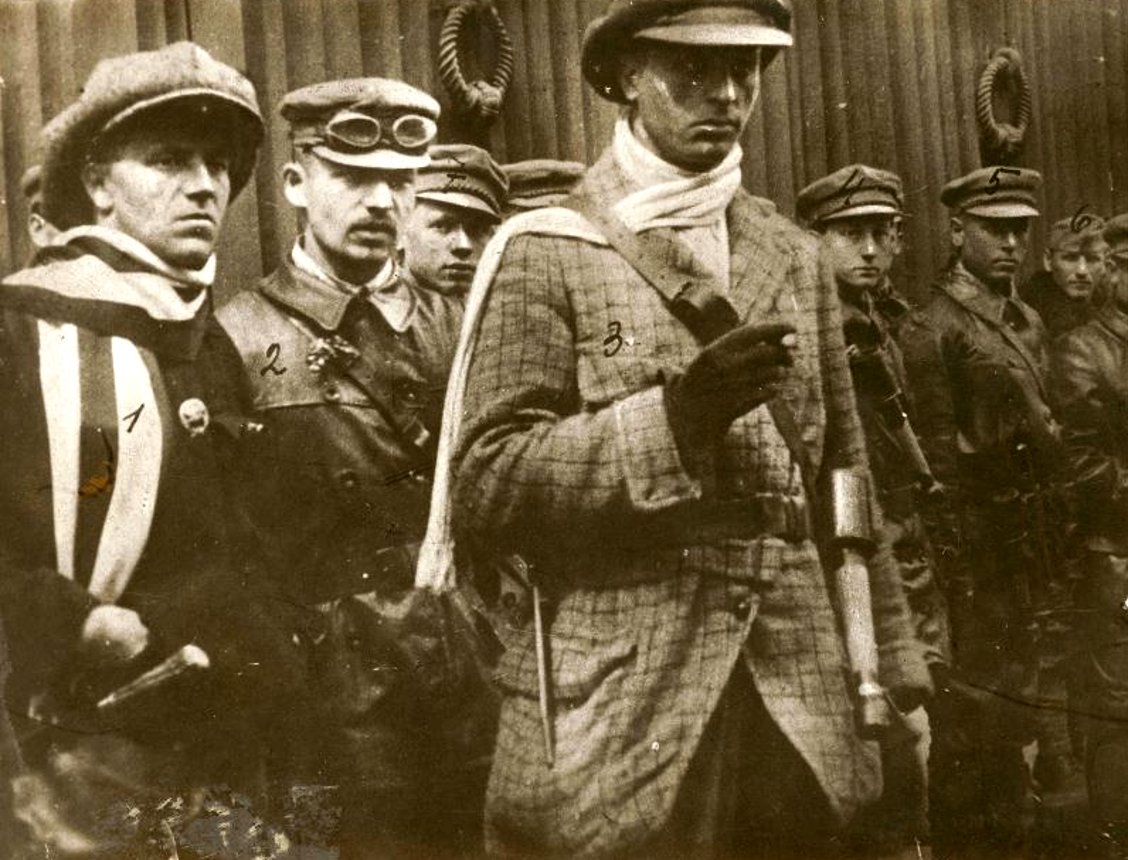
Lenin-Jungs mit ihrem Kommandeur József Cserny (erster von links) im Jahr 1919

Die ungarischen Lenin-Jungs (auch Lenin-Jungen, Lenin-Knaben oder Lenin-Buben genannt; ungarisch: Lenin fiúk), offiziell Terrortruppe des Revolutionären Regierungsrats (Forradalmi Kormányzótanács terrorcsapatának), waren die wichtigste und berüchtigtste bolschewistisch-kommunistische Terrormiliz in der Ungarischen Räterepublik, die 1919 für knapp vier Monate existierte. Ihren Namen entlehnten sie dem damaligen Führer des bolschewistischen Russland, Wladimir Lenin.
Die zunächst etwa 500 Mann zählende Einheit wurde vom ehemaligen k.u.k. Matrosen József Cserny gegründet (daher auch Cserny-Detachement genannt) und unter maßgeblicher Verantwortung von Tibor Szamuely ab März 1919 in den Dienst des neuen linksradikalen Räteregimes gestellt. Nach russischem Vorbild wurde die Terrormiliz zur politischen Geheimpolizei aufgebaut („ungarische Tscheka“), ging aber insgesamt weniger brutal vor als die russischen Tschekisten. Auch wurde die Einheit organisatorisch mehrmals umstrukturiert. Innerhalb Räte-Ungarns, das diktatorisch von einer sozialistischen Einheitspartei unter Béla Kun geführt wurde, fungierten die Lenin-Jungs faktisch als Privatarmee des linken, extremistischen Parteiflügels. Ideologisch propagierten sie antibürgerlichen Klassenhass sowie aggressiven Atheismus und spielten eine entscheidende Rolle beim ungarischen Roten Terror. Dieser wurde auf den Gebieten Räte-Ungarns sowie der von ungarischen Truppen besetzten Slowakischen Räterepublik ausgeübt und umfasste Massenverhaftungen, Folterungen, politische Morde, Kriegsverbrechen im Rahmen des Ungarisch-Tschechoslowakischen Krieges sowie Terrorakte gegen Geistliche und Plünderungen.
Die aktuelle kritische Geschichtswissenschaft macht die Terrormiliz für bis zu mehrere Hundert Todesopfer verantwortlich. Auch attestieren Historiker dem ungarischen Roten Terror eine Mitverantwortung für das Ausmaß des auf die Räterepublik folgenden, wesentlich brutaleren Weißen Terrors. Als klar widerlegt gilt in der Fachwelt der von rechtsradikalen Verschwörungstheorien postulierte Vorwurf, die Lenin-Jungs seien Repräsentanten eines angeblichen „Judeo-Bolschewismus“ gewesen: Juden stellten unter den Mitgliedern der Einheit nur eine Minderheit dar. Von der marxistisch-leninistischen Historiographie sowie einigen linksradikalen Internetplattformen werden die Verbrechen der Lenin-Jungs weiterhin verharmlost oder geleugnet.

## Geschichte

### Bezeichnung
Die Lenin-Jungs wurden zunächst nach ihrem Anführer József Cserny als Cserny-Detachement bezeichnet. Nachdem sie in den Dienst der Räteregierung eingetreten waren, lautete ihr offizieller Name Terrortruppe des Revolutionären Regierungsrats. Der Revolutionäre Regierungsrat war das höchste Entscheidungsgremium der Ungarischen Räterepublik.
Die allgemein übliche Bezeichnung Lenin-Jungs geht auf eine Aktion vom 1. Mai 1919 zurück. Angehörige von Csernys Einheit hüllten die Fassaden ihres Hauptquartiers, das Budapester Batthyánypalais, in rote Tücher, und platzierten eine große Lenin-Büste am Eingang. Aus einem der oberen Stockwerke wurde dann ein rotes Schild mit der weißen ungarischen Aufschrift Lenin fiúk angebracht. Diese Selbstbezeichnung wird von der neueren Forschung meist mit der bundesdeutschen Form Lenin-Jungs übersetzt, andere Varianten sind Lenin-Jungen, Lenin-Knaben oder österreichisch Lenin-Buben. Von diesem Zeitpunkt an wurde Csernys Einheit in der Öffentlichkeit durchgehend mit dem Namen des russischen Bolschewistenführers Wladimir Lenin verbunden.

### Organisation
Am 21. März 1919 vereinigten sich die regierenden ungarischen Sozialdemokraten mit den bis dahin im Gefängnis inhaftierten ungarischen Kommunisten zur Ungarländischen Sozialistischen Partei, und riefen zusammen die Ungarische Räterepublik aus. Gleichzeitig mit dem Rätesystem proklamierten sie auch die „Diktatur des Proletariats“, worunter man von sozialdemokratischer und kommunistischer Seite eine linksradikale Diktatur der neuen sozialistischen Einheitspartei im Namen der Arbeiterklasse verstand. Obwohl die Kommunisten als kleiner Juniorpartner der Sozialdemokraten in die Regierung eintraten, wurde deren kommunistischer Parteichef Béla Kun (1886–1938), der offiziell nur Volkskommissar für Äußeres (Außenminister) war, zum politischen de facto Führer des neuen Regimes. Das Kun-Regime löste die bisherige ungarische Armee und Polizei auf, und Begann mit der Bildung von neuen Einheiten auf Basis von zuverlässigen Freiwilligen. Zur Verstärkung dieses Unterfangens wurde das Cserny-Detachement – eine „der größten, bestausgerüstetsten und politisch zuverlässigsten Gangs“ von Budapest – kurz nach der Machtübernahme der neuen Regierung im März in den Dienst genommen. Die rote Miliz war bereits seit Frühjahr 1919 in der Hauptstadt aktiv. Eine zentrale Rolle beim Aufbau der zunächst bis zu 500 Mann zählenden Einheit hatte neben deren Kommandant, dem ehemaligen k.u.k. Matrosen József Cserny (1892–1919), auch der Stellvertretende Volkskommissar für militärische Angelegenheiten (Kriegsminister), Tibor Szamuely (1890–1919). Unter Szamuely und Cserny spielten die Lenin-Jungs eine entscheidende Rolle bei der Welle „revolutionären Terrors“, die das Kun-Regime gegen „Klassenfeinde“ lostrat.

Wirkungsgrad der Lenin-Jungs in Räte-Ungarn (dunkelorange) und der Slowakischen Räterepublik (hellorange)

Gleichzeitig wurden die Lenin-Jungs jedoch bald von einem Großteil der maßgeblich politisch Verantwortlichen als eine „Bedrohung für Recht und Ordnung“ betrachtet, Szamuely blieb ihr einziger Schutzherr in der höheren kommunistischen Hierarchie. Ende April 1919 forderten dann die Gewerkschaften, gemäßigte Sozialdemokraten, Vertreter der Entente-Siegermächte sowie Kommandeure der Roten Garden und der ungarischen Roten Armee erstmals die Entfernung der Lenin-Jungs aus Budapest. Unter dem Druck dieser Gruppen ordnete Béla Kun am 3. Mai 1919 die Auflösung der Lenin-Jungs an, sie konnten jedoch erst eine Woche später unter Einsatz einer Einheit der Roten Armee in ihrem Budapester Hauptquartier, dem Batthyánypalais, entwaffnet werden. Diese Auflösung und Entwaffnung war jedoch nur temporär. Das ursprüngliche Cserny-Detachement wurde nun in drei Einheiten aufgeteilt. Die größte Einheit der Lenin-Jungs kam unter das Kommando des Volkskommissars des Inneren (Innenministers) Ottó Korvin (1894–1919). Abgesehen von dieser organisatorischen Veränderung blieben die Lenin-Jungs jedoch weiterhin aktiv und „machten weiter mit der Schikane von Zivilisten“.
Ende Mai begannen in Budapest Gerüchte zu zirkulieren, dass die Lenin-Jungs ein Mordkomplott gegen den Chef der ungarischen Roten Armee, den Sozialdemokraten Vilmos Böhm, planten. Daraufhin bestellte Böhm Cserny mit seiner Einheit zum Report zu seinem Sitz in Gödöllő, wo Soldaten der Roten Armee die Eingetroffenen umstellten und entwaffneten. Cserny wurde nun vorläufig verhaftet, während seine Männer an die tschechoslowakische Front geschickt wurden. Mit dem Ausbruch der gegen die Räteregierung gerichteten Bauernaufstände in Zentralungarn im Juni 1919 organisierte Tibor Szamuely dann eine neue, aus 45 Lenin-Jungs bestehende Einheit namens „Todesschwadron“ (hóhércsabat), um gegen die Aufständischen vorzugehen. Eine weitere Einheit der Lenin-Jungs spielte eine bedeutende Rolle bei der Niederschlagung des „Ludovika-Aufstandes“ in Budapest vom 24. Juni 1919. Als Reaktion auf diese Erfolge erhielt József Cserny am 25. Juni von Béla Kun persönlich wieder seine vorherige Kommandostellung zurück und verfügte bis Monatsende wieder über eine ihm unterstehende Einheit von 250 Lenin-Jungs. Aus Angst vor weiteren Rebellionen erteilte der Revolutionäre Regierungsrat Cserny zusätzlich die Erlaubnis zur Aufstellung einer zweiten, diesmal 180 Mann starken Einheit der Lenin-Jungs. Diese wurde zwar offiziell dem Kommando der Roten Garde des zweiten Budapester Stadtbezirks unterstellt, deren Männer waren aber an erster Stelle gegenüber Cserny loyal.
Ab Mitte Juli 1919 kursierten erneut Gerüchte über ein Mordkomplott der Lenin-Jungs, diesmal gegen Béla Kun selbst sowie seine engsten Mitarbeiter. Für die Führung Räte-Ungarns waren die Gerüchte ausreichend, um Tibor Szamuely aus dem zentralen Entscheidungsgremium der Räterepublik auszuschließen. Unter dem Druck der Gewerkschaftsführer und den Entente-Siegermächten befahl Kun am 25. Juli die zweite Entwaffnung der Lenin-Jungs. Übrig blieb nur eine kleinere, als zuverlässiger eingeschätzte Einheit von Lenin-Jungs, die Außenposten Budapests abkommandiert wurde, um die Hauptstadt vor der nun anrückenden rumänischen Armee zu verteidigen. Die restlichen Lenin-Jungs tauchten in der ungarischen Zivilbevölkerung unter oder emigrierten nach Österreich. In den ersten Monaten nach der Zerschlagung der Räterepublik gelang es den ungarischen weißen Milizen sowie der rumänischen Armee, auf Grundlage von Denunziationen von Nachbarn und Freunden insgesamt 15 Angehörige der Lenin-Jungs festzunehmen, darunter auch ihren Kommandanten József Cserny. Cserny und 13 weitere seiner Männer wurden am 18. Dezember 1919 zum Tode verurteilt. Am 28. Januar 1920 folgten die Todesurteile gegen László Szamuely (1897–1920), den Bruder Tibor Szamuelys, und zwei weitere ehemalige Mitglieder der Einheit.

### Erscheinungsbild und Ausrüstung
In ihrem Erscheinungsbild ähnelten die Lenin-Jungs insgesamt eher den Offizieren und Soldaten der sowjetischen Roten Armee als der ungarischen Roten Armee. Sie trugen – wie auch die Mehrheit der roten Milizen der Ungarischen Räterepublik – Ledermäntel, lederne Breeches und Lederschuhe, Gürtel im Stil der Entente-Siegermächte sowie lederne Schiebermützen. Mit ihren langen Schals und großen Mützen, welche die Lenin-Jungs von den anderen Milizen unterschieden, ähnelten sie wiederum der Optik städtischer Gangs des frühen 20. Jahrhunderts (zum Beispiel den Apachen von Paris). An ihre „Entente-Gürtel“ befestigten sie Handgranaten, Pistolen und Bajonette, oder in manchen Fällen anstelle der Bajonette auch lange Messer, wie sie bei der Schlachtung von Schweinen verwendet wurden.

### Soziale Struktur
Sowohl die Anführer als auch die gewöhnlichen Mitglieder der Lenin-Jungs rekrutierten sich aus den unteren Schichten der ungarischen Gesellschaft und entstammten fast ausschließlich der Arbeiterklasse. Sie waren 1919 vom Alter her in ihren frühen Zwanzigern und hatten überwiegend nur eine geringe Schulbildung von vier Jahren. Als Nichtanalphabeten standen sie damit jedoch noch oberhalb des Bildungsniveaus der ungarischen Durchschnittsbevölkerung. Wie beim Bertók-Detachement – der zweiten linksradikalen Eliteeinheit Räte-Ungarns – dominierten auch bei den Lenin-Jungs insbesondere die ungelernten Arbeiter, außerdem waren fast keine Bauern unter den Mitgliedern. Nicht belegt werden konnten hingegen zeitgenössische Ansichten, welche die Lenin-Jungs mehrheitlich den Berufskriminellen der Budapester Unterwelt zuordnen. Allerdings legen Gerichtsakten nahe, dass ehemalige Sträflinge und Kleinkriminelle bei den Roten Milizen generell eine größere Rolle spielten als bei den späteren Weißen Milizen. Außerdem nahmen die roten Milizen im Gegensatz zu den Weißen auch Frauen als reguläre Soldaten auf.
Geographisch stammten etwa zwei Drittel der Lenin-Jungs aus Budapest, während nur ein Drittel aus kleinen oder mittelgroßen Provinzen stammte. Darüber hinaus waren die Lenin-Jungs eine ethnisch homogene Truppe von Magyaren (die ungarischen Juden wurden als Glaubensgemeinschaft und nicht als Volksgruppe betrachtet), anders als etwa die vergleichbare Tscheka, die Geheimpolizei der russischen Bolschewisten. Diese rekrutierte sich zu einem großen Teil aus den ethnischen Minderheiten Russlands.
Eine besondere Brisanz stellte in der historischen Betrachtung der Anteil von jüdischen Mitgliedern unter den Lenin-Jungs dar. Nach der Niederschlagung Räte-Ungarns im August 1919 begannen rechtsradikale Blätter gezielt damit, den ungarischen Roten Terror auf „jüdische Eigenschaften“ seiner Protagonisten zurückzuführen. Auf den ersten Blick schien ein Zusammenhang zwischen Judentum und dem Roten Terror in zeitgenössischen Beobachtungen möglich: So war öffentlich bekannt, dass mit Tibor Szamuely und Ottó Korvin die beiden Hauptverantwortlichen für den roten Staatsterror jüdischer Herkunft waren, ebenso wie de facto Staatsführer Béla Kun und mindestens 14 der 34 Volkskommissare der ungarischen Räteregierung. Da die ungarischen Juden nur 5 Prozent der Gesamtbevölkerung Ungarns ausmachten, waren sie damit in der Räteregierung deutlich überrepräsentiert. Gleichzeitig waren jedoch innerhalb der sonstigen kommunistischen Sicherheits- und Terroreinheiten (Roten Garden, Bertók-Detachement) nur wenige Juden aktiv, und auch deren direkte Kommandeure wie auch der Kommandeur der Lenin-Jungs, József Cserny, hatten keine jüdische Herkunft. Zwar waren ungarische Juden mit 20 Prozent bei den Ende 1919 verurteilten Lenin-Jungs erneut im Verhältnis zu ihrem Anteil an der Gesamtbevölkerung überrepräsentiert. Diese rekrutierten ihre Mitglieder aber vor allem aus der Hauptstadt Budapest, in welcher der Anteil der jüdischen Bevölkerung bei 23 Prozent lag. Insgesamt lässt sich somit festhalten, dass die „überwiegende Anzahl der aktiven Teilnehmer am Roten Terror […] also keine Juden“ waren. Dennoch gilt das Jahr 1919 als das eigentliche Entstehungsjahr der Verschwörungstheorie eines angeblichen „Judeo-Bolschewismus“, welcher in der Zwischenkriegszeit als Rechtfertigung für einen „existenziellen Rassenkampf“ herangezogen wurde.

### Rolle beim Roten Terror in Räte-Ungarn
Zu den Aufgaben der Lenin-Jungs gehörte generell eher die Terrorisierung der Zivilbevölkerung als der Kampf gegen verfeindete ausländische Armeen. Ihre mobilen und leicht bewaffneten Einheiten sollten vor allem Aufstände niederschlagen, Menschenmengen kontrollieren, materielle Werte erpressen und Racheakte durchführen.
Mit der Bildung einer „Kommission zur Aufrechterhaltung der Ordnung und Disziplin und zur Bekämpfung der Konterrevolutionäre“ am 21. April 1919, zu deren Kommandeur Tibor Szamuely ernannt wurde, institutionalisierte das Kun-Regime den Roten Terror und machte diesen damit zur offiziellen Staatspolitik Räte-Ungarns. Am gleichen Tag wurden Cserny und seine Lenin-Jungs mit der ersten massenhaften Geiselnahme von 489 politischen Gefangenen beauftragt, die vom Kun-Regime bereits am 19. April beschlossen worden war. Diese „kollektive Geiselnahme von namhaften Vertretern der Bourgeoisie“, die in Räte-Ungarn damit zur offiziellen Staatspolitik erhoben wurde, bezeichnet der Historiker György Dalos (2020) als „zweifelsohne […] widerwärtigste Praxis, die sie von ihrem russischen Vorbild übernahmen“. In den Gefängnissen wurden an den Geiseln brutale Verhörmethoden angewendet. Außerdem wurden sie gezwungen, Hinrichtungen beizuwohnen. Anfang Mai wurden die Haftbedingungen der Geiseln auf Druck der Entente-Siegermächte von der Räteregierung verbessert, und bis Ende Mai bis auf wenige Ausnahmen die meisten Geiseln wieder entlassen. Eine zweite, weniger brutale Massenverhaftung folgte im Juni 1919.
Ebenso wurden die Lenin-Jungs zur gewaltsamen Niederschlagung von „konterrevolutionären“ Aufständen herangezogen. Nachdem am 18. Juni in den ländlichen Regionen Zentralungarns, insbesondere entlang der Donau, Bauernrevolten gegen die Räteregierung ausgebrochen waren, wurde eine Einheit von Lenin-Jungs unter Tibor Szamuely als mobiles „Todesschwadron“ gegen die „Konterrevolutionäre“ eingesetzt. Szamuely war mit seinem Panzerzug vor allem in Transdanubien aktiv, wo er hauptsächlich „Saboteure“ standrechtlich hinrichten ließ, wobei er darunter zum Beispiel Dorfeinwohner verstand, die der Requisition widersetzten. Die Niederschlagung dieser Revolten war für einen großen Teil der Opfer des Roten Terrors außerhalb von Budapest verantwortlich. In der Hauptstadt kam der Großteil der Opfer des Roten Terrors in Folge der Niederschlagung des „Ludovika-Aufstandes“ vom 24./25. Juni 1919 ums Leben. Dabei handelte es sich um eine bewaffnete Erhebung der Kadetten der Ludovika-Militärakademie in Budapest gegen das Kun-Regime, welche mit maßgeblicher Unterstützung einer Einheit von Lenin-Jungs unterdrückt werden konnte. Außerdem beteiligten sich die Lenin-Jungs unter Szamuely, der vor dem Ersten Weltkrieg als militant-atheistischer sozialistischer Journalist tätig war, an der „rücksichtslose[n] antireligiöse[n] Kampagne“ des Kun-Regimes (Rudolf L. Tökés). Die Rätediktatur ergriff neben antiklerikalen Maßnahmen zur Trennung von Kirche und Staat in Räte-Ungarn auch eine aggressiv-atheistische Staatspropaganda betrieb. Die politische und gesellschaftliche Diskriminierung von Geistlichen im Zuge des „erzwungenen Atheismus“ gipfelte in Terrorakten mit mindestens sieben Morden an katholischen Priestern sowie Plünderungen von Kircheneigentum.

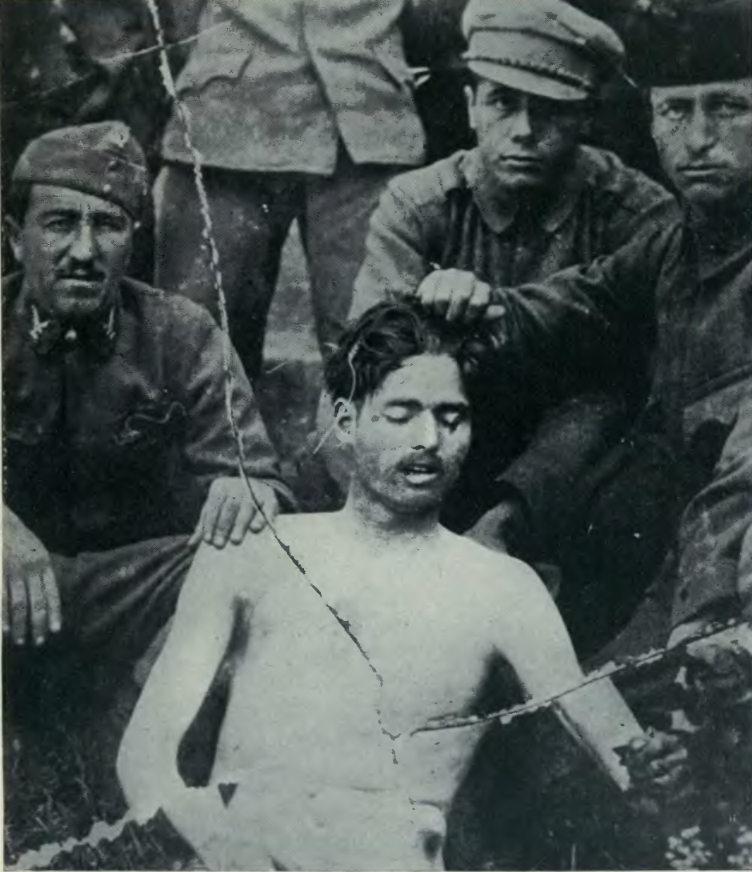
Lenin-Jungs posen für ein Foto mit einem ihrer Opfer (1919)

Zu den Praktiken von Csernys und Szamuelys Männern während des Roten Terrors gehörte auch die Verstümmelung von Leichen, das Sammeln von Körperteilen ihrer Opfer zum Beeindrucken ihrer Freunde oder als Loyalitätsnachweis gegenüber ihren Vorgesetzten, sowie die Erfindung ausgeklügelter Techniken, um die Leiden ihrer Opfer während der Hinrichtung zu verlängern. Auch befahl Szamuely zum Tode verurteilten Männern vor deren Hinrichtung, sie sollen seine Hände sowie die Hände der übrigen Lenin-Jungs seiner Einheit küssen. Nachdem in der Stadt Solt die schwangere Frau eines verurteilten Mannes Szamuely anflehte, er möge diesen verschonen, befahl Szamuely der Frau den Hocker unter den Füßen ihres am Galgen befestigten Mannes selbst wegzustoßen, und ihn dadurch selbst zu töten. Ebenso organisierten die Lenin-Jungs auch öffentliche Schauprozesse und Hinrichtungen. Diese ließen sie sich von lokalen Fotografen dokumentieren, und posierten selbst stolz auf Fotos neben aufgehängten vermeintlichen „Konterrevolutionären“.
In ihrem Sprachgebrauch übernahmen die Lenin-Jungs während des Roten Terrors viele Phrasen und euphemistische Umschreibungen direkt aus dem kriminellen Milieu Budapests, so etwa der häufig verwendete Spruch „Schickt ihn nach gajdesz!“. Dieser stammte entweder aus dem Jiddischen oder dem Romanes, und meinte die Tötung einer Person. Tibor Szamuely bezeichnete seinen mobilen, mit dem Panzerzug fahrenden Trupp aus 28 Lenin-Jungs als „die Ambulanz“, und formulierte Mordbefehle gegenüber dem Kommandanten József Cserny mit „Schickt ihn nach Szeged!“, „Bringt ihn nach Szeged!“ oder „Er sollte in Szeged sein!“. Die roten Milizen und ihre Vorgesetzten umschrieben systematisch spezielle Formen der Hinrichtungen oder Folter mit den Namen der ungarischen Provinzhauptstädte. So stand Szeged für eine Hinrichtung durch Erhängen, Arad für Tötung durch ein Erschießungskommando, während Debrecen nur eine Vernehmung und Folter bedeutete. „Schickt ihn nach Hause“ (küldjétek haza) lautete der Befehl zur Exekutierung von Häftlingen. Ebenso verwendete Cserny bei Instruktionen an seine Männer Redewendungen wie „Bringt ihn in den Keller!“ (vigyétek a pincébe) oder „Wenn er zu fliehen versucht, kennst du den Rest!“ (ha pucol, a többit tudod), um Mordbefehle zu formulieren. Gegenüber Emre Lázár, einem der berüchtigten Folterer unter den Lenin-Jungs, erklärte Cserny „du weißt bereits, was zu tun ist“ (te már tudod) oder „Lázár, das ist deine Art von Geschäft“ (Lázár, ide te mész), um die Exekution eines Opfers einzufordern.
Die Mordbefehle wurden dabei nicht nur von Szamuely oder Cserny auf diese Weise erteilt und umschrieben, sondern auch direkt von Béla Kun oder dessen Stellvertreter Gábor Schön-Goldberger. So etwa im Fall von Kapitän Ferenc Mildner, der im Juni 1919 am Budapester „Ludovika-Aufstand“ gegen die Räteregierung teilgenommen hatte. Belá Kun ordnete den Lenin-Jungs persönlich an, Mildner nicht vor ein Revolutionstribunal zu stellen, er solle stattdessen „nach Hause geschickt werden“. Mildner wurde daraufhin mit 21 Bajonettenstichen getötet und seine Leiche in die Donau geworfen. Gábor Schön-Goldberger wiederum befahl Cserny, Häftlinge nach „englischer Art“ (küldjétek el angolosan) zu behandeln, wenn sie getötet werden sollten, und nach „halber englischer Art“, wenn es um deren Folter ging. Einerseits handelten die Lenin-Jungs selten aus reiner Eigeninitiative heraus und erhielten ihre Befehle in der Regel direkt von ihren politischen und militärischen Vorgesetzten. Andererseits befolgten sie diese Befehle jedoch häufig nach eigenem Ermessen, wobei sie einige völlig ignorierten und bei anderen über das befohlene Maß hinaus handelten. Beispielsweise befahl Béla Kun etwa im Frühjahr 1919 dem Milizenführer László Szamuely, dem jüngeren Bruder von Tibor Szamuely, er solle mit seiner Einheit die beiden sich in Ungarn befindenden Offiziere der ukrainischen Weißen Armee, Grigor Effinof und Isay Juckelsohn, festnehmen. Daraufhin verhafteten die unter László Szamuelys Kommando stehenden Lenin-Jungs die beiden Offiziere in Budapest und führten sie zur Donau, wo sie sie zwangen, sich nackt auszuziehen und daraufhin auf sie mit Fäusten und Gewehren bis zu deren Bewusstlosigkeit einschlugen. Die Lenin-Jungs blendeten ihre Opfer dann noch mit ihren Bajonetten und warfen die beiden zu Tode gefolterten Ukrainer gefesselt und mit Steinen beschwert in die Donau.

### Kriegsverbrechen in der Slowakischen Räterepublik

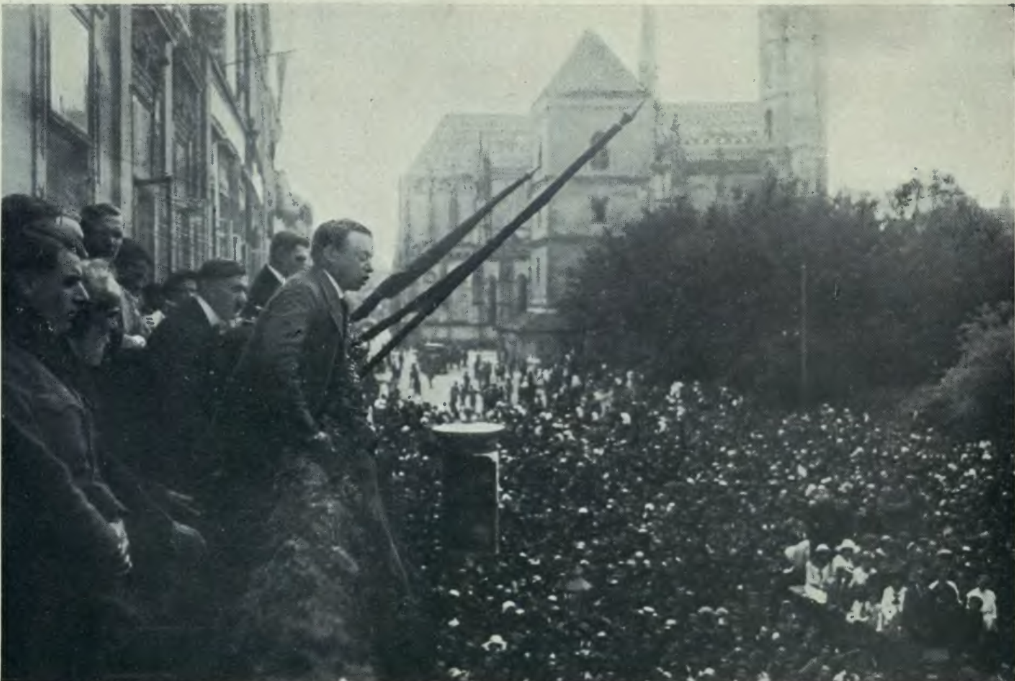
Béla Kun, der Führer Räte-Ungarns, bei einer Rede in der von der Ungarischen Roten Armee besetzten Stadt Košice (1919)

Die Terrorkommandos der Lenin-Jungs werden auch für zahlreiche Kriegsverbrechen an tschechoslowakischen Kriegsgefangenen und der Zivilbevölkerung der Slowakischen Räterepublik verantwortlich gemacht. Es handelte sich dabei um jene südöstlichen Gebiete der Slowakei, die im Zuge des Ungarisch-Tschechoslowakischen Krieges im Juni 1919 von der ungarischen Roten Armee besetzt worden waren. So wurden etwa am 1. Juli 1919 der Bauer Andrej Tomáš und dessen Sohn Ján in Prešov von Lenin-Jungs ermordet. Diese hatten im vorgeworfen, dass er am 28. September 1918 die tschechoslowakische Armee bei ihrem Einmarsch in die Stadt willkommen geheißen hat. Der Anführer der Lenin-Jungs, Tibor Szamuely, war im Juni 1919 kurzfristig selbst als Volkskommissar für Produktion an der Regierung der Slowakischen Räterepublik beteiligt. Der Historiker Peter A. Toma (1958) konstatierte zur allgemeinen Lage in den von Räte-Ungarn besetzten slowakischen Gebieten:
„Die [ungarischen] Bolschewisten versuchten, ihre politische Macht in der Slowakei mit Hilfe eines durch systematische Gewaltanwendung erzeugten Zustands der Angst zu festigen. Der Hauch des Verdachts reichte den kommunistischen Organen aus, um Hunderte von Menschen ohne Untersuchung und ohne Anklage zu inhaftieren. Die Verpflegung in den Gefängnissen war unzureichend und ekelerregend. Die Todesstrafe wurde für viele Vergehen verhängt, die in demokratischen Staaten lediglich als Ordnungswidrigkeiten galten. Sogar das Aussprechen der Wahrheit war strafbar, wenn die Fakten eine ‚alarmierende Nachricht‘ darstellten. Während des bolschewistischen Einmarsches verschwanden viele Menschen aus der Ostslowakei und kehrten nie wieder in ihre Heimat zurück.“

### Ideologie: Ungarischer Bolschewismus

Emblem der ungarischen Kommunisten (1918–1943)

Die beiden wichtigsten Führer der Einheit, Volkskommissar Tibor Szamuely und Kommandant József Cserny, waren im Zuge ihrer russischen Kriegsgefangenschaft zu Bolschewisten geworden, und engagierten sich als Teil der ungarischen Sektion in Lenins bolschewistischer Partei. Als Chefstratege der ungarischen Bolschewisten hatte Szamuely bereits am 22. Mai 1918 in Moskau die Richtung der neuen „ungarisch-bolschewistischen Ideologie“ gegenüber den ungarischen Kriegsgefangenen Russland vorgegeben:
„Mit Waffen wird die Macht der Tyrannen in euren Händen liegen... Vergesst nie, dass man diese Macht nutzen muss. Das russische Beispiel liegt vor euch; lasst es uns gut lernen! Wer nicht zum Soldaten der Revolution wird, weder hier [in Russland] noch zu Hause [in Ungarn], der ist nicht mit uns – der ist unser Feind. Wir müssen einen gnadenlosen Kampf gegen diese Feinde führen und sie bestrafen […]. Der Weg zur Revolution ist klar, einfach und direkt. Proletarische Revolutionäre, vorwärts marsch!“
Innerhalb der sozialistischen Einheitspartei Räte-Ungarns gehörten die Lenin-Jungs dann zu den Vertretern des linken Flügels der kommunistischen Fraktion. Diese „kommunistische extreme Linke“ (Rudolf L. Tökés), zu der neben ihrem Anführer Tibor Szamuely auch Ottó Korvin und Mátyás Rákosi – der spätere stalinistische Diktator der Volksrepublik Ungarn – gehörten, hielt das vom Kun-Regime praktizierte Ausmaß des Roten Terrors für unzureichend. Als Verfechter einer „harten Linie“ forderten sie die Anwendung extremer Gewalt gegen die Bourgeoisie als Präventivmaßnahme gegen jegliche Konterrevolution. So schrieb Szamuely in der kommunistischen Parteizeitung Vörös Újság („Rote Zeitung“):
„Die Konterrevolutionäre rennen überall herum und prahlen; schlagt sie nieder! Erschlagt sie, wo ihr sie findet! Gewännen die Konterrevolutionäre auch nur eine Stunde die Oberhand, würden sie mit keinem Proletarier auch nur das geringste Mitleid kennen. Bevor sie die Revolution ersticken können, ertränkt sie in ihrem eigenen Blut.“

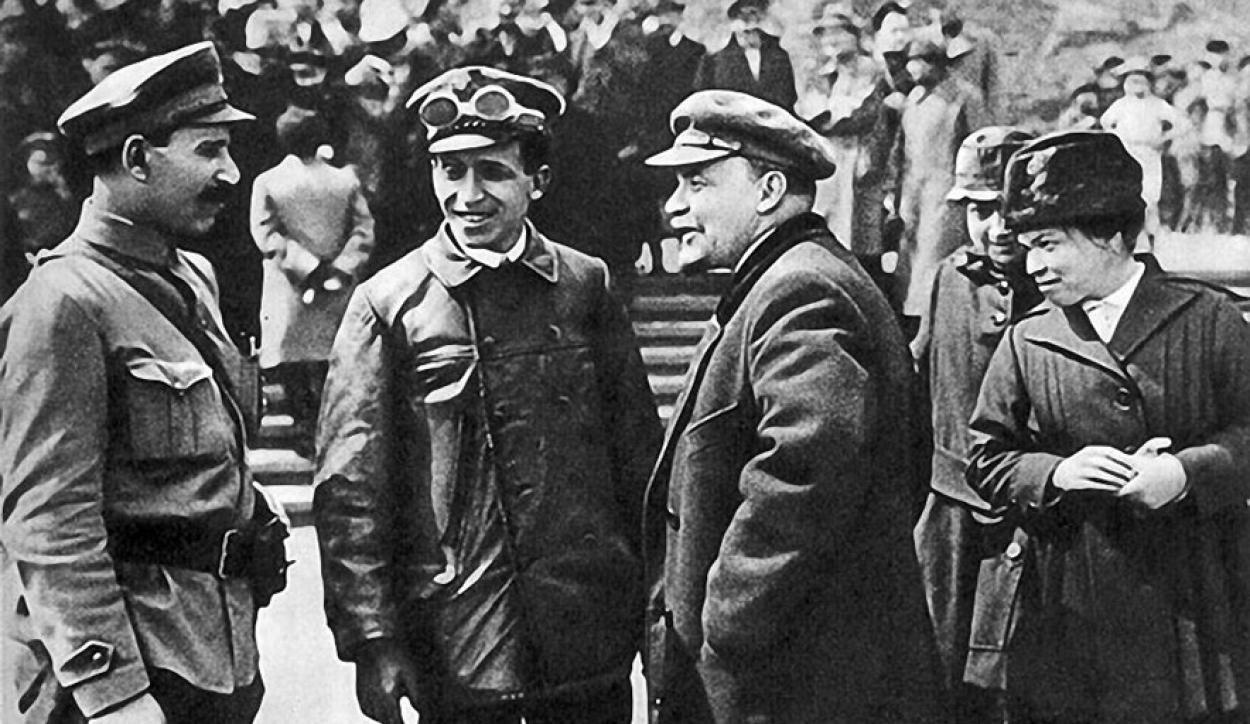
Tibor Szamuely (zweiter von links) bei seinem Treffen mit Wladimir Lenin in Moskau im Mai 1919. Am Folgetag telegraphiert Lenin an Kun die Empfehlung zur „schonungslosen“ Erschießung von politisch unzuverlässigen Sozialdemokraten und Kleinbürgern in Räte-Ungarn.

Damit lag der linke Flügel der ungarischen Kommunisten auf einer Linie mit ihrem bolschewistischen Vorbild, Wladimir Lenin. Im Unterschied zum pragmatischeren Béla Kun, der zwar menschliche Opfer zur Erreichung seiner politischen Ziele in Kauf nahm, die extreme Gewalt jedoch zunächst ablehnte, beförderte und verteidigte Lenin die Radikalisierung des ungarischen Roten Terrors. Nachdem er mit Tibor Szamuely am 26. Mai 1919 in Moskau bei einer Parade zusammengetroffen war, empfahl Lenin am nächsten Tag Kun in einem Telegramm die Angehörigen der sozialdemokratischen Fraktion innerhalb der ungarischen Einheitspartei „schonungslos“ zu erschießen, falls diese „Schwankungen“ bei ihrer Loyalität gegenüber dem kommunistischen Programm der Räteregierung zeigen sollten. Die gleiche Terrorempfehlung gab Lenin auch in Bezug auf das ungarische Kleinbürgertum ab, denn dies sei „das verdiente Los des Feiglings im Krieg. Ihr führt den einzig legitimen, gerechten, wahrhaft revolutionären Krieg, den Krieg der Unterdrückten gegen die Unterdrücker, den Krieg der Werktätigen gegen die Ausbeuter, den Krieg für den Sieg des Sozialismus.“ Als weitere Rechtfertigung für den Terror führte Lenin in seinem Telegram an:
„Diese Diktatur [des Proletariats] setzt die schonungslos harte, schnelle und entschiedene Gewaltanwendung voraus, um den Widerstand der Ausbeuter, der Kapitalisten, der Gutsbesitzer und ihrer Handlanger zu brechen. Wer das nicht verstanden hat, der ist kein Revolutionär, den muß man seines Postens als Führer oder Ratgeber des Proletariats entfernen.“
Die Konstanten in der Weltanschauung der Lenin-Jungs bildeten antibürgerliche Ressentiments und Klassenhass. Im Gegensatz zum „geschulte[n] Ideologe[n]“ und „intellektuell agil[en]“ Szamuely war der wenig gebildete, jedoch „virile, raffinierte und brutale“ Jozsef Cserny kaum mit marxistischen Texten vertraut und beschränkte sich vor allem auf einfache Parolen wie „Tod der Bourgeoisie“. Ihre gewalttätigen Absichten kommunizierten Cserny und die übrigen Befehlshaber offen. Bei der Einweisung neuer Rekruten der Lenin-Jungs erklärten sie, dass sie „Bürgerliche wie Tiere behandeln“ und sich „nicht vor etwas bürgerlichem Blut fürchten“ sollten. Sie müssten „sogar euren Vater und eure Mutter töten, wenn euch das befohlen wird“, und die Keller der Lenin-Jungs sollten generell „nach verrotteten Leichen stinken“. Csernys stellvertretender Leutnant Fülöp Weisz verwendete regelmäßig den Spruch „Einhundert Leichen sind immer noch nichts!“ (szász hulla nulla).

## Rezeption

### Allgemeine Klassifizierung
Rudolf L. Tökés (1967) bezeichnet die Lenin-Jungs in seinem Standardwerk zur Ungarischen Räterepublik als „Privatarmee der extremen Linken“, als „selbsternannte terroristische Vereinigung“ und als „Terror Detachement“. Auch Bryan Cartledge (2006) zählt die Lenin-Jungs zu den von Tibor Szamuely koordinierten „terroristischen Detachements“, und bezeichnet sie als die „gefürchtetsten“ unter diesen. Laut Béla Bodó (2019) stellten sie die „wichtigste“ und „die berüchtigste aller roten paramilitärischen Gruppierungen in Ungarn“ dar. Weiters zählt Bodó (2018) sie neben dem Bertók Detachement zu den beiden „roten Eliteeinheiten“ der Ungarischen Räterepublik, sowie zusammen mit den Roten Garden (Vörös Őrség) zu deren „roten Milizen“. Außerdem sieht Bodó die Lenin-Jungs auch als Teil „linker paramilitärischer Gruppen“ des Kun-Regimes und klassifiziert sie (Bodó, 2022) als „kommunistisch“ und die Zeitperiode während des von ihnen praktizierten Terrors als „bolschewistisches Zwischenspiel“. In ähnlicher Weise bezeichnet auch Francis L. Carsten (1973) die Lenin-Jungs als die „berüchtigste“ unter den verschiedenen Terrorabteilungen Räte-Ungarns. Andere Historiker wie István Nemeskürty (1999), Janos Hauszmann (2004) oder György Dalos (2020) sprechen von den Lenin-Jungs als einer „politischen Terrortruppe“, als „den berüchtigten Terrorkommandos Tibor Szamuelys“ bzw. bezeichnen sie als „die roten Terrorkommandos“.

### Opferzahlen

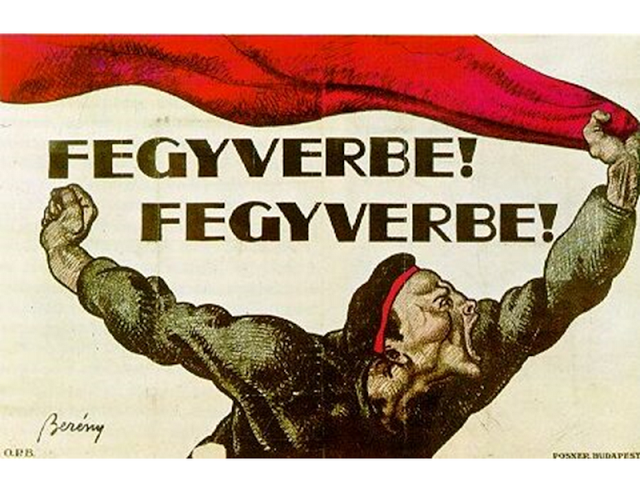
Ein kommunistisches Propagandaplakat des Kun-Regimes mit dem Aufruf: „Zu den Waffen! Zu den Waffen!“ (Róbert Berény, 1919)

Die genaue Zahl an Todesopfern, die der Rote Terror insgesamt sowie die Aktivitäten der Lenin-Jungs für sich genommen während der viermonatigen Existenz Räte-Ungarns forderte, ist unbekannt. Ungeachtet der unterschiedlichen Angaben ist sich die neuere Geschichtsforschung jedoch darin einig, dass der Rote Terror mehrere Hundert Tote sowie mehrere Tausend Folteropfer forderte. Die Lenin-Jungs werden von Historikern für mindestens 80 staatliche Hinrichtungen verantwortlich gemacht. Im Bezug auf die Gesamtzahl aller ihrer Opfer halten Historiker auch eine Dunkelziffer von mehreren Hundert für möglich.

### Vergleiche mit der bolschewistischen Tscheka
Schon in der zeitgenössischen ungarischen Bevölkerung herrschte vielfach die Überzeugung vor, die Lenin-Jungs hätten ihre brutale politische Praxis entweder direkt im bolschewistischen Russland gelernt, oder sie würden mit Hilfe von ausländischen Beratern zumindest versuchen, die Methoden der bolschewistischen Geheimpolizei Tscheka zu imitieren. Der Vorschlag, man solle aus Csernys Einheit gezielt eine „ungarische Tscheka“ aufbauen, kam bereits zu Beginn des Räteregimes von Béla Kun persönlich. József Cserny war, bevor er zum Kommandeur der Lenin-Jungs wurde, für einige Monate selbst als ungarisches Mitglied bei der bolschewistischen Tscheka in Moskau aktiv gewesen.

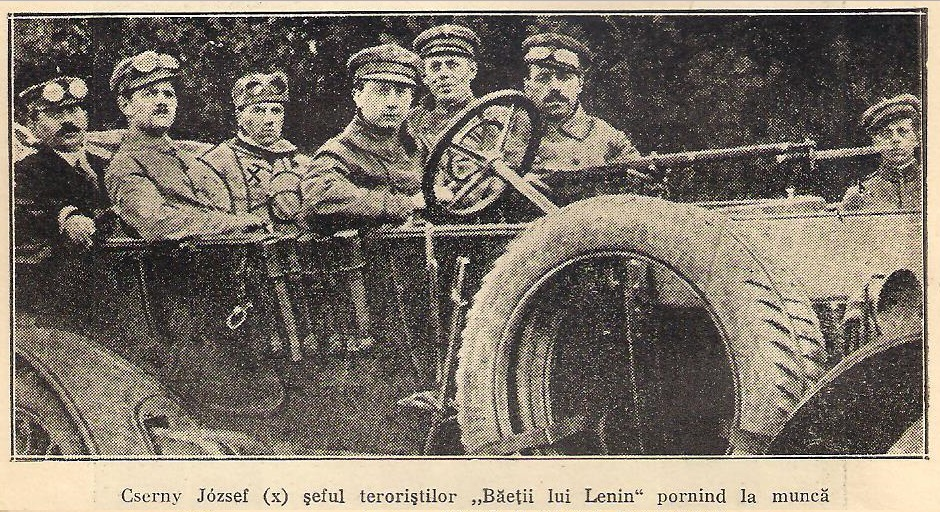
József Cserny (mit einem „x“ markiert) mit Lenin-Jungs in einem Automobil (1919)

Tatsächlich spielten die ungarischen Bolschewisten, die unter den ehemaligen Kriegsgefangenen Russlands während des Ersten Weltkriegs rekrutiert worden waren, eine bedeutende Rolle innerhalb der russischen Tschekisten, bei der sie „die besten Merkmale der bolschewistischen revolutionären Praxis“ trainierten. Sie beteiligten sich am 6. Juli 1918 an der Niederschlagung des antibolschewistischen Aufstands der linken Sozialrevolutionäre in Moskau, genauso wie auch an der Festname von „Kulaken“ und vermeintlichen Konterrevolutionären. Die Hälfte der Männer jener Tscheka-Einheit, die im Sommer 1918 die russische Zarenfamilie ermordete, waren Ungarn, wie auch die berüchtigsten weiblichen Folterer und Henker unter den Tschekisten ebenfalls Ungarinnen waren.
Auch in der historischen Fachwelt werden die ungarischen Lenin-Jungs oft mit der russischen Tscheka in Verbindung gebracht. Rudolf L. Tökés (1967) bezeichnet sie als „ungarische Tschekisten“, und Robert Gerwarth (2019) schreibt von den Lenin-Jungs als „einer Art selbsternannter ungarischer Tscheka, die sich auf Morde an potentiellen Gegenrevolutionären spezialisierten […]“. Auch Gerd Koenen (2017) attestiert den Lenin-Jungs, sie seien für einen irregulären Roten Terror „nach Tschekisten-Art“ verantwortlich gewesen. Der Historiker Béla Bodó, der sich in seinen aktuellen Studien von 2018 und 2019 intensiv mit einer vergleichenden Analyse des ungarischen Roten Terrors mit dem anschließenden ungarischen Weißen Terror beschäftigt hat, hält ebenfalls fest, dass die Lenin-Jungs in Räte-Ungarn „ähnliche Aufgaben als Politpolizei“ bzw. „mehr oder weniger die gleiche Rolle“ erfüllten wie die Tscheka im bolschewistischen Russland. Gleichzeitig hält Bodó auch fest:
„Trotz ihrer offensichtlichen Grausamkeit waren Csernys Männer als Folterknechte und Scharfrichter im Vergleich zu den Fähigkeiten der Tscheka-Offiziere nicht besonders versiert. Andererseits hatten es weder die Roten noch die Weißen Milizen nötig, Folter- und Mordtechniken von Ausländern zu übernehmen. Die ‚zivilisierten‘ Mittel- und Ostmitteleuropäer waren durchaus in der Lage, abscheuliche Verbrechen zu begehen, wie […] in Bezug auf das Verhalten der deutschen Truppen in Belgien während des Krieges. Auch die österreichisch-ungarischen Truppen in Serbien und Russland folterten periodisch gefangene Soldaten und Zivilisten gleichermaßen.“

### Mitverantwortung des Roten Terrors für den Weißen Terror

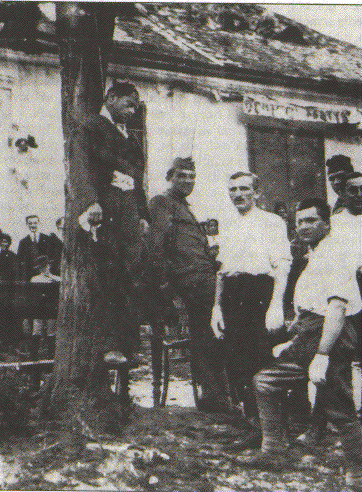
Ein aufgehängtes Opfer des Weißen Terrors (1919)

Zum Vergleich und der Wechselwirkung vom vorausgehenden Roten Terror mit dem darauf folgenden Weißen Terror in Ungarn konstatiert Béla Bodó (2018):
„Alle verfügbaren Quellen legen aber Nahe, dass die Gewalt während der Räterepublik (also die Actio) weniger intensiv war und weniger Menschenleben gefordert hat als die paramilitärische Gewalt (Reactio) des Weißen Terrors. […] Die Weißen waren die versierteren Folterer und Mörder; sogar die Verbrechen der notorischsten roten Killer verblassten im Vergleich zur Grausamkeit der weißen Kommandeure. Im Dezember 1919 verurteilte ein konterrevolutionäres Gericht József Cserny, den Kommandeur der Lenin-Jungs, wegen der Ermordung von sieben Menschen zum Tode. Iván Héjjas, auf der anderen Seite, Kopf der berüchtigten Héjjas-Miliz, wurde 1947 in absentia des Mordes an 93 Menschen angeklagt und das Gericht befand ihn schließlich des Mordes an 72 Menschen schuldig.“
Und weiter führt Bodó aus:
„Die Mehrheit der Opfer des Weißen Terrors war nicht in die Verbrechen des roten Paramilitärs involviert und hatte in der Räterepublik keine Rolle gespielt. Der Rote Terror diente als willkommene Entschuldigung für ethnische und religiöse Gewalt und die Juden wurden zu perfekten Sündenböcken für nationale und individuelle Tragödien gemacht. […] Die roten wie die weißen Milizen machten von Folter und grenzenloser Gewalt Gebrauch. Die Weißen zeigten dabei aber weit weniger Hemmungen und ermordeten ihre Opfer auf weit brutalere Weise. Die weißen Truppen benutzten viel raffiniertere Foltermethoden und schmerzhaftere Exekutionstechniken als ihre roten Gegenspieler. Der Weiße Terror […] hätte auch ohne den Roten Terror stattgefunden. Die Gewalt der Paramilitärs und des Mobs während der Konterrevolution war in ihrer Intensität und ihrem Ausmaß aber doch teilweise den gescheiterten demokratischen und kommunistischen Experimenten und der illegalen Gewalt der Lenin-Jungs und anderer linker paramilitärischer Gruppen geschuldet.“
In seiner Detailstudie über den ungarischen Weißen Terror von 1919 bis 1921 hält Bodó (2019) schließlich fest, dass der Rote Terror „sicherlich dazu beigetragen [hat] das Umfeld zu schaffen“, in dem später die Verbrechen des rechtsradikalen Weißen Terrors stattfanden und gerechtfertigt wurden, auch wenn diese insgesamt wenig mit den diesen vorangegangenen kommunistischen Verbrechen zu tun hatten. Auch Miklós Molnár (1996) hebt hervor, dass der Weiße Terror „nicht einfach nur eine Reaktion auf den Roten Terror“ war, sondern „tiefere Wurzeln“ hatte. Gleichzeitig habe der Rote Terror der Räterepublik, an dem die Lenin-Jungs maßgeblich beteiligt waren, laut Molnár jedoch „unbestreitbar zum Aufschwung des Antisemitismus und des virulenten Antikommunismus beigetragen“. Laut Robert Gerwarth (2016) waren die weißen Milizionäre bei der Niederschlagung der Ungarischen Räterepublik davon überzeugt, dass „der innere Feind, der die Regeln des ‚zivilisierten‘ militärischen Verhaltenskodes gebrochen hatte, nur durch eben jene extreme Gewalt gestoppt werden könne, die er selbst während der kurzen Phase des ‚Roten Terrors‘ […] ausgeübt hatte.“ Das tatsächliche Ausmaß des Roten Terrors sei dabei, so betont Gerwarth, für die weißen Truppen jedoch irrelevant gewesen, da für sie von vornherein die „‚Säuberung‘ des Landes von seinen inneren Feinden“ als unabdingliche Voraussetzung für eine von ihnen erstrebte „nationale Wiedergeburt“ Ungarns galt.

### Historische und gegenwärtige kommunistische und linksradikale Rezeption
Die Geschichtsschreibung der sozialistischen Volksrepublik Ungarn (1949–1989) relativierte, verteidigte oder leugnete die Verbrechen der Lenin-Jungs während des Roten Terrors. Der marxistisch-leninistische Historiker Tibor Hajdu (1979) verharmloste die Verbrechen der Lenin-Jungs als „blutige Gerüchte“, diese hätten in Wahrheit nur „insgesamt 12 Menschen getötet, die nicht von einem Gericht zum Tode verurteilt worden waren“. Die Todesurteile der Revolutionstribunale wurden somit von Tibor grundsätzlich nicht mitberücksichtigt, obwohl diese ein Grundbestandteil des Roten Terrors waren. Aus „realsozialistischer“ Perspektive verteidigt auch Karl-Heinz Gräfe (2018) von der Rosa-Luxemburg-Stiftung die Ungarische Räterepublik. Gräfe (2004, 2013) sieht die im Schwarzbuch des Kommunismus formulierten Vorwürfe des Terrors der Lenin-Jungs sowie des erstmaligen Exports der bolschewistischen Revolution aus Russland als „einseitig“ an. Stattdessen müsse man laut Gräfe im apologetischen Sinne „die endogenen Ursachen der Umwälzung“ sowie den späteren Weißen Terror bei der Beurteilung des ungarischen Roten Terrors heranziehen.
Der kommunistische Historiker Douglas Greene (alias Doug Greene oder Doug Eana Greene), der als Autor auch für linksradikale Internetportale wie die trotzkistische Left Voice sowie das linkssozialistische Jacobin tätig ist, veröffentlichte im August 2020 einen längeren Artikel über die Lenin-Jungs auf den Online-Plattformen LINKS International Journal of Socialist Renewal sowie dem revolutionär-marxistischen Cosmonaut – From the fields to the stars! In seinem Text hebt Greene die Lenin-Jungs hervor als „Muskel gegen die Konterrevolution“ (muscle against the counterrevolution), getragen durch „hingebungsvolle Arbeiter, Kommunisten und Seeleute“ (devoted workers, communists, and sailors). Auch wiederholt er unkritisch das Narrativ der marxistisch-leninistischen Geschichtsschreibung der 1970er Jahre, der Rote Terror der Lenin-Jungs sei „sehr mild“ (quite mild) und „eher ein Produkt von Mythen als der Realität“ gewesen (more a product of myth than reality).